# 우다야바드라
우다야바드라(산스크리트어: उदायिभद्र)는 고대 인도 마가다 왕국의 왕이다. 재위 기간은 기원전 460년에서 기원전 444년 또는 기원전 373년에서 기원전 357년이다. 불교 및 자이나교 기록에 따르면, 그는 하리얀카 왕조의 왕 아자타샤트루의 아들이자 후계자이다. 우다인(우다야바드라)은 손강과 갠지스강이 합류하는 지점에 파탈리푸트라 도시를 건설했다. 그는 제국의 중심부에 위치한 파탈리푸트라로 수도를 라즈기르에서 옮겼다.

## 조상
불교 기록에 따르면 마가다 통치자 빔비사라의 후계자는 아자타샤트루, 우다야바드라(우다인), 아누룻다, 문다, 그리고 나가다사카였다. 자이나교 전통은 우다인을 아자타샤트루의 아들이자 후계자로 언급한다. 하리얀카 왕조의 왕 빔비사라( 558 – c. 491 BCEc.), 아자타샤트루( 492c.–460 BCE), 그리고 우다인( 460c.–440 BCE)은 자이나교의 후원자였다. 그러나 푸라나는 빔비사라의 후계자로 아자타샤트루, 다르샤카, 우다인, 난디바르다나, 그리고 마하난딘을 명시한다. 마츠야 푸라나는 밤사카를 아자타샤트루의 후계자로 명시한다. 푸라나는 나중에 편찬되었기 때문에 불교 전통이 더 신뢰할 만한 것으로 보인다. 불교 연대기의 나가다사카는 푸라나의 "다르샤카"와 동일시된다.
H. C. 세스 교수(1941)는 우다인을 산스크리트어 희곡 《스와프나바사바닷타》에 언급된 우다야나 왕과 동일시했다. 중국인 여행자 현장은 빔비사라의 마지막 후손이 틸라다카에 상가라마를 지었다고 언급한다. 세스는 이 마지막 후손이 다르샤카였고, 우다인은 제국의 수도를 라즈기르에서 파탈리푸트라로 이전함으로써 새로운 왕조를 세웠다고 이론화했다. 릴라다르 B. 케니(1943)는 세스의 이론이 잘못되었다고 비판했다. 그에 따르면, 스와프나바사바닷타의 우다야나는 밧사 왕국을 카우샴비를 수도로 통치했던 다른 왕이었다.
R. G. 반다르카르는 다르샤카(다사카)의 이름이 불교 연대기에서 "나가"라는 단어로 시작하는데, 이는 그가 후계자들과 거리를 두고 파드마바티의 나가족과 가까웠음을 의미할 수 있다고 언급한다. 이는 그가 다른 가문 출신일 수 있으며 아자타샤트루를 즉시 계승한 것이 아니라 약 3대 후에 왕이 되었음을 암시한다.

## 생애 및 통치
불교 전통은 우다인이 아자타샤트루의 총애하는 아들이었고, 할아버지 빔비사라의 통치 기간 동안 살아있었다고 전한다. 아자타샤트루가 석가모니를 만났을 때, 우다인은 어린 왕자였다. 우다인은 기원전 460년에서 444년경에 통치했다. 그는 손강과 갠지스강이 합류하는 지점에 파탈리푸트라를 수도로 세웠다. 그의 아버지는 아반티로부터의 잠재적인 프라디요타 왕조의 침략을 격퇴하기 위해 이곳에 요새를 건설했었다. 우다인은 확장되는 왕국의 중심부에 위치했기 때문에 파탈리푸트라로 수도를 옮겼을 가능성이 높다.
그는 아반티의 팔라카를 여러 차례 격파했지만, 결국 기원전 444년에 팔라카에게 살해당했다. 푸라나는 난디바르다나를 우다인의 후계자로 언급한다. 그러나 스리랑카의 불교 연대기는 그가 아누룻다의 뒤를 이었다고 전한다. 이 불교 연대기들은 또한 아자타샤트루부터 나가다사카까지, 우다인을 포함한 모든 왕들이 자신의 아버지를 죽였다고 언급한다. 자이나교 문헌은 우다인이 경쟁 왕국의 암살자에게 살해당했다고 언급한다. 자식이 없었기 때문에, 그는 대신들에 의해 선출된 마하파드마 난다에 의해 계승되었다.

## 연대표
역사가 K. T. S. 사라오는 불교의 "단기 연대기"를 선호하며, 우다인의 통치 기간을 기원전 373년에서 357년경으로, 즉 찬드라굽타 마우리아 이전에 난다 왕조가 있었던 시기 직전으로 추정했다. 사라오는 우다인의 사망 후 마가다 왕국이 분열되었을 가능성을 제시했다. 즉, 다양한 문헌에 나열된 "의심스러운" 후계자 목록은 왕국이 재통일될 때까지 동시에 다른 지역을 통치했을 수 있으며, 순차적으로 통치한 것이 아닐 수 있다는 것이다. 마찬가지로, 단기 연대기를 지지하는 또 다른 학자인 존 키는 이 시기의 왕위 계승에 대해 큰 불확실성이 있다고 언급한다. 이는 아마도 "궁정 내 분쟁과 살인"의 시기였기 때문이며, 이 기간 동안 "분명히 왕위가 자주 바뀌었으며, 아마도 둘 이상의 인물이 동시에 왕위를 주장했을 것"이라고 덧붙인다. 이 혼란은 마하파드마 난다가 왕위를 확보할 때까지 계속되었다.